# Christian Lente
Christian Lente (Boves, 22 de mayo de 1912-París, 21 de febrero de 1990) fue un deportista francés que compitió en ciclismo en la modalidad de pista. Ganó una medalla de bronce en el Campeonato Mundial de Ciclismo en Pista de 1934, en la prueba de velocidad individual.

## Medallero internacional
| Campeonato Mundial | Campeonato Mundial | Campeonato Mundial | Campeonato Mundial       |
| Año                | Lugar              | Medalla            | Competición              |
| ------------------ | ------------------ | ------------------ | ------------------------ |
| 1934               | Leipzig (Alemania) | Medalla de bronce  | Velocidad individual (A) |